# Căn hộ penthouse

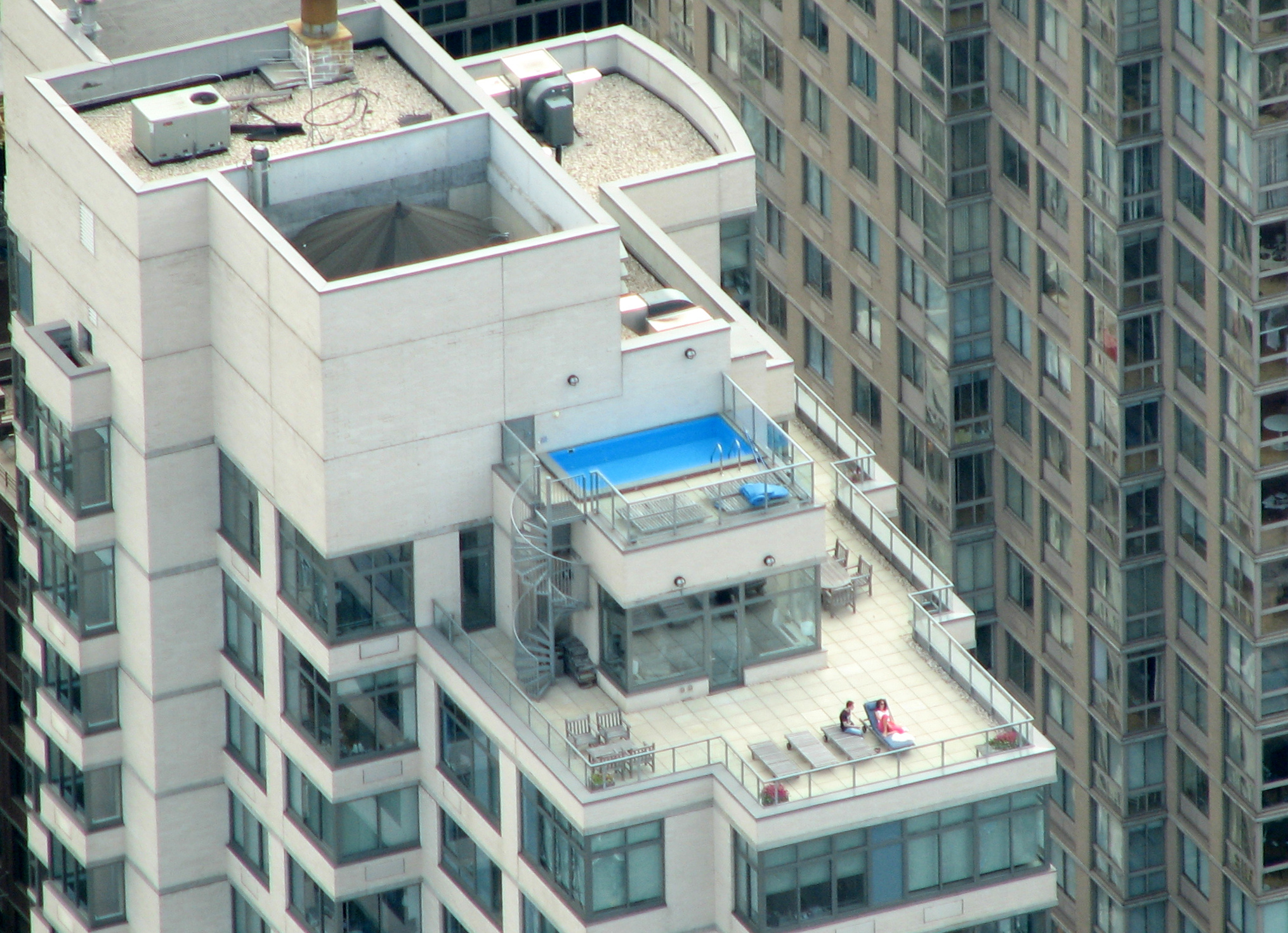
Một căn penthouse ở Manhattan có hồ bơi, nhìn từ đài quan sát của Tòa nhà Empire State.

Căn hộ penthouse là căn hộ hoặc công trình riêng lẻ thường nằm ở tầng cao nhất của các tòa căn hộ, chung cư, khách sạn hoặc tòa tháp. Penthouse thường được phân biệt với các căn hộ khác bằng các tính năng sang trọng.
Thuật ngữ 'Penthouse' ban đầu được gọi và đôi khi vẫn đề cập đến một 'ngôi nhà' nhỏ hơn riêng biệt được xây dựng trên nóc một tòa nhà chung cư. Về mặt kiến trúc, nó đề cập cụ thể đến một cấu trúc trên nóc của một tòa nhà được đặt lùi lại so với các bức tường bên ngoài của công trình.
Những cấu trúc này không nhất thiết phải chiếm toàn bộ tầng mái. Gần đây, các tòa nhà chung cư cao tầng sang trọng đã bắt đầu chỉ định nhiều căn hộ trên toàn bộ tầng trên cùng hoặc nhiều tầng cao hơn bao gồm cả tầng trên cùng là căn penthouse và trang bị cho chúng những đồ đạc, đồ hoàn thiện và thiết kế cực kỳ sang trọng khác biệt so với tất cả các tầng khác của tòa nhà.
Những căn penthouse này thường không lùi lại so với các bức tường bên ngoài của tòa nhà mà thay vào đó nằm ngang bằng với phần còn lại của tòa nhà và chỉ khác nhau về kích thước, sự sang trọng và theo đó là giá cả.
Các tòa nhà cao tầng cũng có thể có các cấu trúc được gọi là những penthouse liên quan đến cơ khí bao quanh máy móc hoặc thiết bị như cơ cấu trống cho thang máy.

## Từ nguyên gốc
Cái tên penthouse có nguồn gốc từ apentis, một từ tiếng Pháp cổ có nghĩa là "tòa nhà gắn liền" hoặc "phần phụ". Cách viết hiện đại chịu ảnh hưởng bởi từ nguyên dân gian thế kỷ 16 kết hợp từ tiếng Pháp thời Trung cổ có nghĩa là "dốc" (pente) với danh từ tiếng Anh house.

## Phát triển

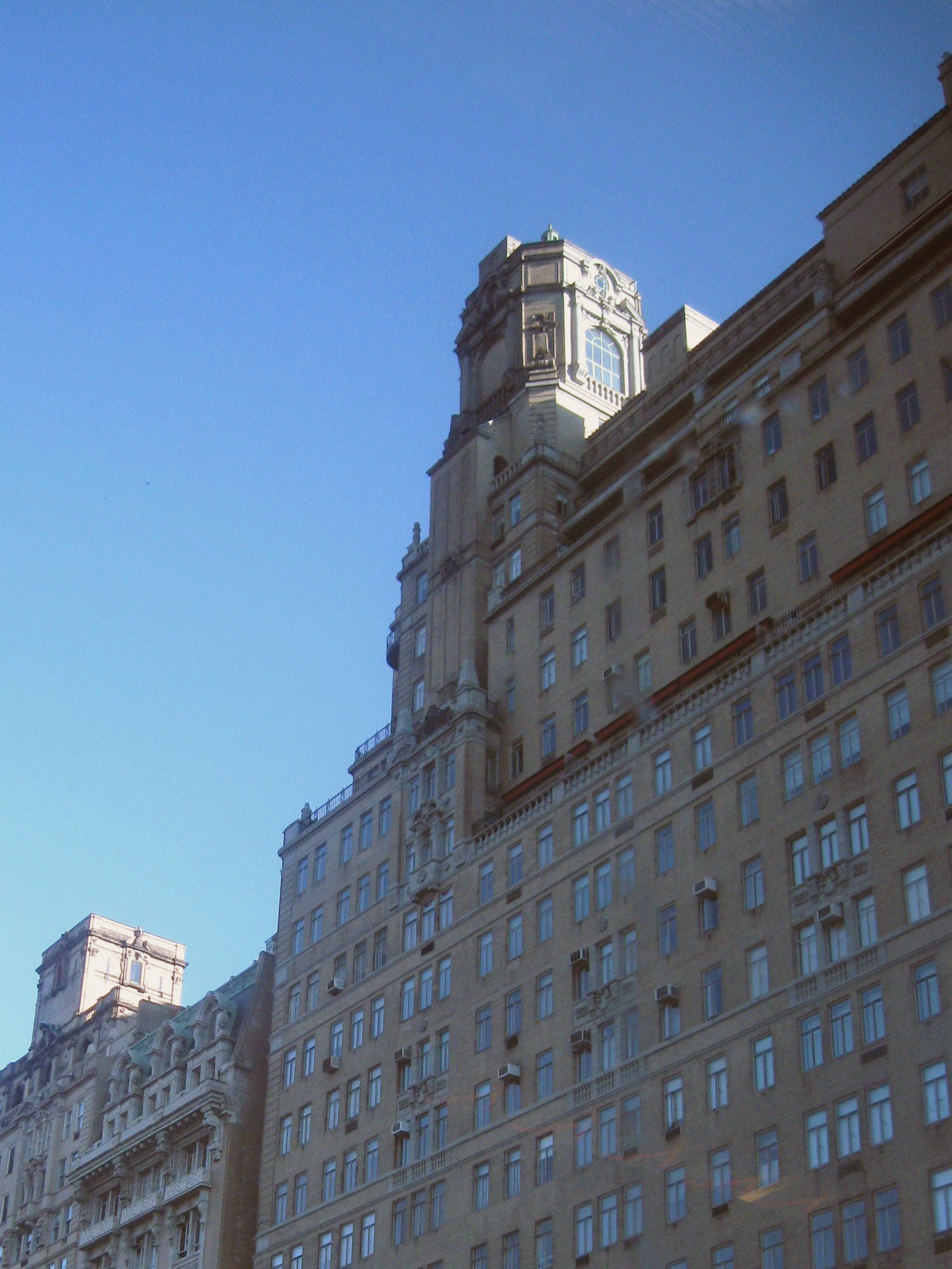
Căn Penthouse trên đỉnh một tòa nhà ở khu Upper West Side, thành phố New York.

Các nhà thiết kế và kiến trúc sư châu Âu từ lâu đã nhận ra tiềm năng tạo ra không gian sống có thể tận dụng khu vực nóc nhà và những khoảng lùi như vậy. Căn penthouse lần đầu tiên xuất hiện tại các thành phố của Hoa Kỳ vào những năm 1920 với việc khai thác không gian trên nóc nhà của các bất động sản cao cấp.
Dự án đầu tiên được công nhận là trên đỉnh Khách sạn Plaza nhìn ra Công viên Trung tâm ở Thành phố New York vào năm 1923. Thành công của dự án đã thúc đẩy sự phát triển nhanh chóng của các căn penthouse sang trọng tương tự ở hầu hết các thành phố lớn tại Hoa Kỳ trong những năm tiếp theo.
Sự phổ biến của các căn pethouse bắt nguồn từ việc diện tích xây dựng được lùi lại cho phép có không gian sân thượng riêng tư ở ngoài trời lớn hơn đáng kể so với ban công nhô ra truyền thống. Do nhu cầu có không gian ngoài trời, các tòa nhà bắt đầu được thiết kế với các khoảng lùi có thể thích ứng với việc phát triển các căn hộ và sân thượng ở các tầng cao nhất. Các căn penthouse hiện đại có thể có hoặc không có sân thượng. Không gian tầng trên có thể được chia thành nhiều căn hộ hoặc một căn hộ có thể chiếm toàn bộ một tầng.
Những công trình này thường có lối vào riêng, tại đó lối vào bất kỳ mái nhà, sân thượng và bất kỳ khoảng lùi nào liền kề đều được kiểm soát độc quyền, chỉ được sử dụng bởi riêng chủ căn hộ.

## Thiết kế
Các căn penthouse cũng có thể tạo sự khác biệt bằng các tiện nghi sang trọng như thiết bị cao cấp, vật liệu hoàn thiện tốt nhất, hệ thống sàn sang trọng, v.v.
Các đặc điểm không có ở phần lớn các căn hộ trong tòa nhà có thể bao gồm lối vào hoặc thang máy riêng hoặc trần cao hơn/hình vòm. Trong các tòa nhà chủ yếu bao gồm các căn hộ một tầng, căn hộ penthouse có thể được phân biệt bằng cách có hai tầng trở lên. Chúng cũng có thể có các đặc điểm như sân hiên, lò sưởi, diện tích sàn lớn hơn, cửa sổ lớn, nhiều phòng ngủ chính, phòng làm việc, bồn tắm nước nóng, v.v. Ngoài ra còn có thể được trang bị nhà bếp sang trọng với các thiết bị bằng thép không gỉ, mặt bàn bằng đá granit, quầy bar/đảo ăn sáng, v.v. Không gian làm việc là phòng đa năng trong nhà có thể được sử dụng làm không gian sống thứ cấp, văn phòng làm việc, thư viện tại nhà, phòng trò chơi, phòng vui chơi cho trẻ em và nhiều hơn thế nữa. Phòng này có thể phân biệt với các phòng khác như phòng khách và phòng ăn vì nó có chức năng như một không gian riêng tư và không chính thức hơn.
Cư dân Penthouse thường có tầm nhìn tuyệt đẹp ra đường chân trời của thành phố. Lối vào căn penthouse thường có thang máy riêng. Cư dân cũng có thể sử dụng một số dịch vụ của tòa nhà, chẳng hạn như nhận và giao mọi thứ từ giặt khô đến bữa tối; việc đặt chỗ tại nhà hàng và các sự kiện do nhân viên tòa nhà thực hiện; và các dịch vụ khác có nhân viên hỗ trợ khách hàng tại tiền sảnh.
Các căn Penthouse cũng có thể nằm ở góc của một tòa nhà, mang lại tầm nhìn 90° trở lên ra đường chân trời xung quanh.

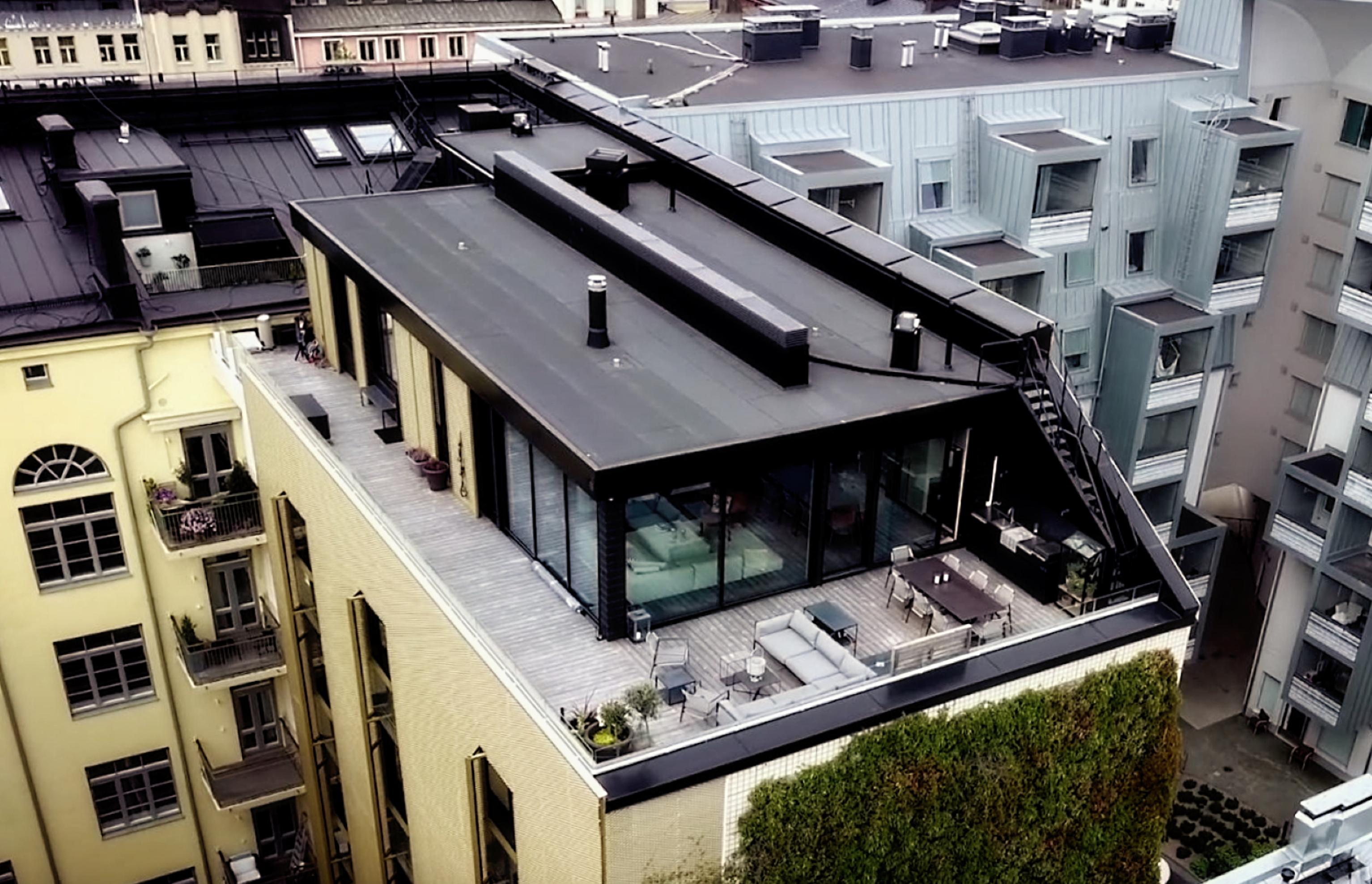
Căn penthouse tại quận Ullanlinna, Helsinki, Phần Lan
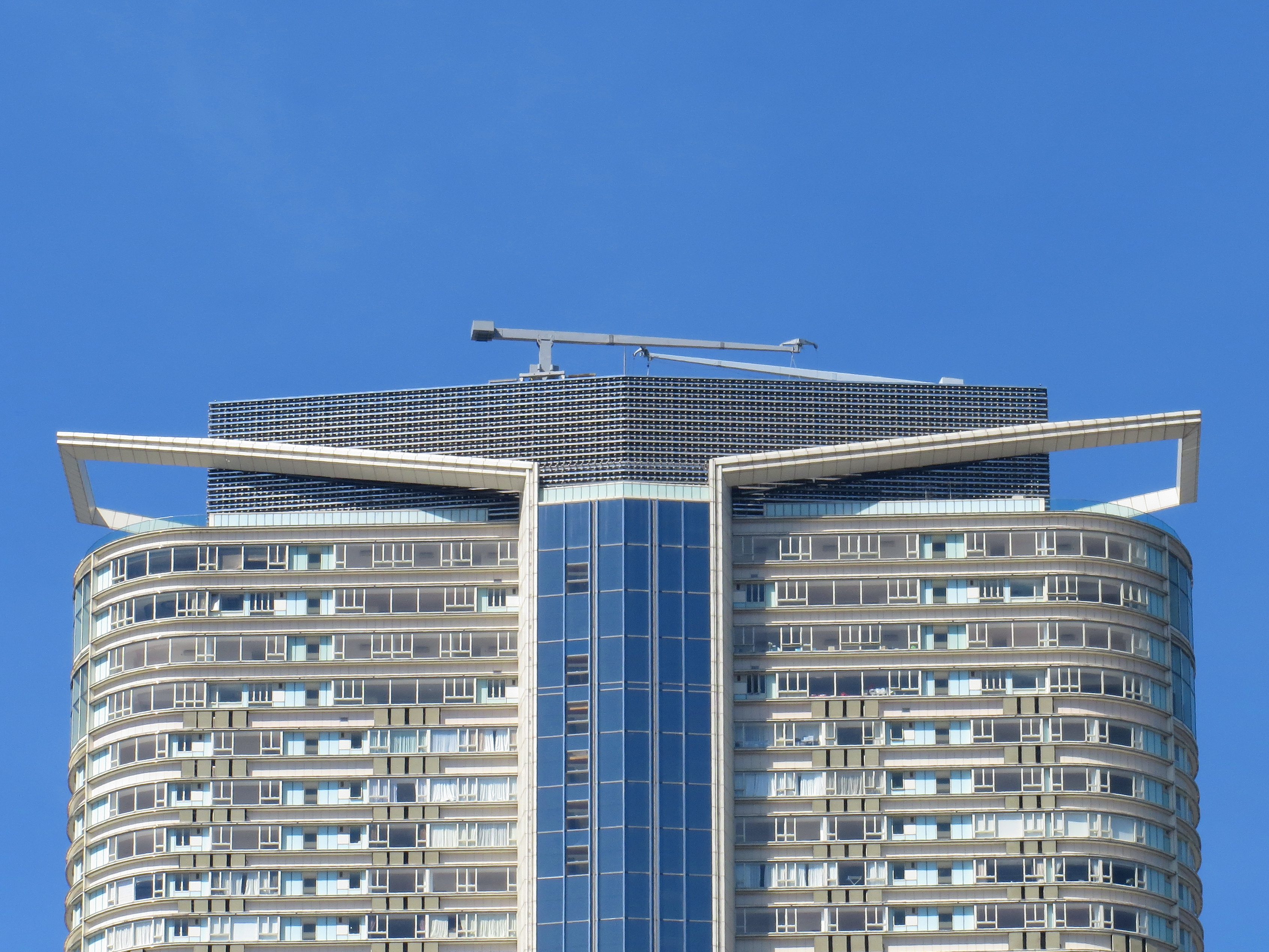
Căn penthouse nằm trên tầng cao nhất của The Masterpiece tại Hồng Kông.
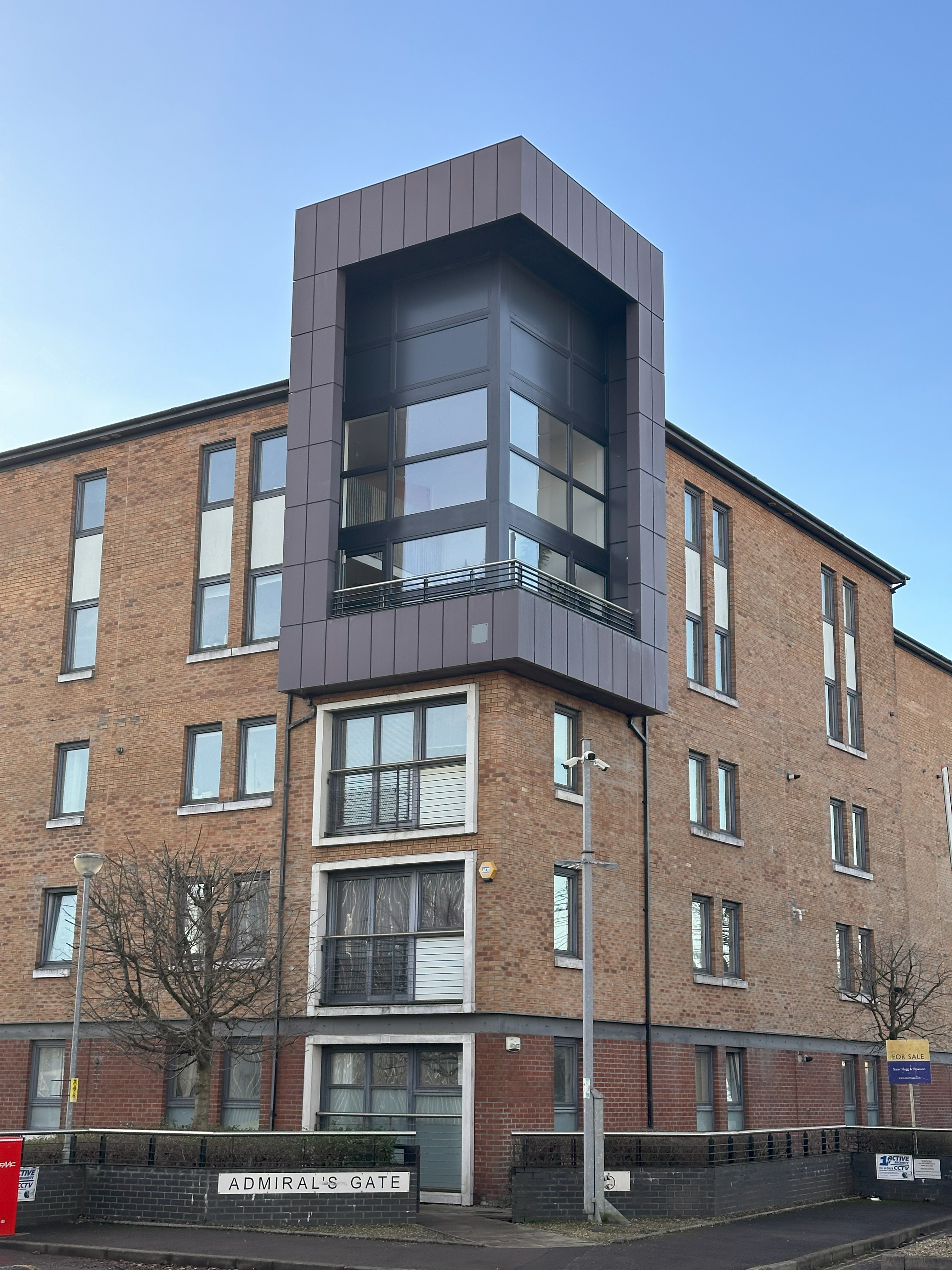
Căn penthouse ở góc tòa nhà Glasgow, Anh